# Francesco Giuntini
Francesco Giuntini (o Junctinis o Junctinus) (Firenze, 7 marzo 1523 – Lione, 1590) è stato un teologo e astrologo italiano.
Fu uno dei più celebri astrologi della seconda metà del Cinquecento.

## Biografia

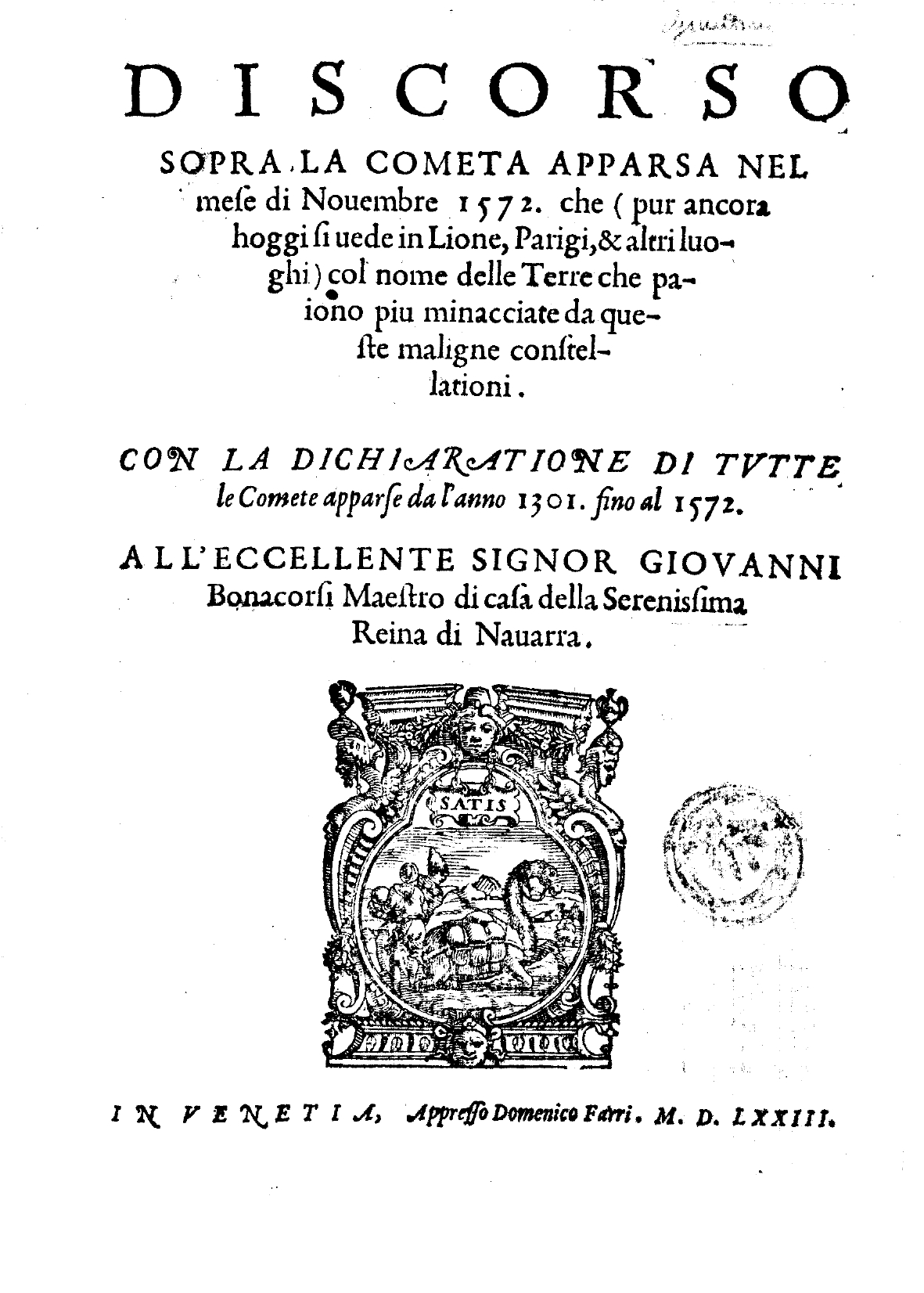
Discorso sopra la cometa apparsa nel mese di novembre 1572, 1573

Carmelitano e dottore in teologia, passò la maggior parte della propria vita a Lione. Scrisse un ponderoso trattato in difesa dell'astrologia, contenente il testo greco e la traduzione latina della Tetrabiblos di Claudio Tolomeo con il suo personale commento, una collezione di aforismi astrologici e una sintesi delle teorie e delle tecniche degli astrologi arabi, illustrati da più di quattrocento temi natali.

## Opere
- (LA) Discorso sopra la cometa apparsa nel mese di novembre 1572, Venezia, Domenico Farri, 1573.
- (LA) Speculum astrologiae, Lyon, Philippe Tinghi, 1573.
- (LA) Commentaria in Sphaeram Ioannis de Sacro Bosco, vol. 2, Lyon, Philippe Tinghi, 1577.
- (LA) Commentaria in Sphaeram Ioannis de Sacro Bosco, vol. 1, Lyon, Philippe Tinghi, 1578.